# Orville Knapp
Orville Knapp (* 1. Januar 1904 in Kansas City (Missouri); † 16. Juli 1936) war ein US-amerikanischer Saxophonist und Bigband-Leader im Bereich des Swing und der Populären Musik.

## Leben und Wirken
Orville Knapp lernte autodidaktisch Saxophon, als er die Highschool in seiner Heimatstadt Kansas City besuchte. Anfang der 1920er Jahre zog er mit seiner Schwester Pauline nach New York City, wo sie als Tänzer in Vaudeville-Truppen auftraten. Knapp arbeitete außerdem als Musiker und wurde dann 1923 Mitglied im Coon-Sanders Original Nighthawks Orchestra, mit dem er auf Tournee ging, und spielte in den Tanzbands von Paul Specht, Leo Reisman und Vincent Lopez.
Ende der 1920er Jahre zog Pauline Knapp nach Hollywood, um eine Karriere als Schauspielerin zu beginnen; 1933 folgte ihr Orville an die Westküste, nachdem er zuvor Mitglied einer kurzlebigen Comedy-Formation mit Curly Howard (The Three Stooges) war, und spielte dort mit einer Jazzband, die er sukzessive erweitern konnte, bevor er schließlich 1934 mit einem eigenen Orchester ein kurzes Engagement im Beverly-Wilshire Hotel bekam. Ungewöhnlich für die damalige Zeit war die Instrumentierung; Knapp besetzte die Band auch mit Orgel und der elektrischen Gitarre; Knapps Orchester hatte dadurch einen sehr eigenständigen Klang. Aufnahmen entstanden für Decca Records, später für Brunswick; Arrangeur der Band war Chick Floyd; Knapps Bandsänger waren zunächst Virginia Verrill und Don Raymond, dann Ray Hendricks, Dave Marshall, Norman Ruvell und Leighton Noble.
Die Orville Knapp-Band hat 17 78er Schallplatten aufgenommen, darunter 13 für Decca; ihre Auftritte wurden landesweit im Radio gesendet. Knapps Orchester gastierte 1936 im Waldorf-Astoria und war gerade dabei, eine der landesweit bekanntesten Bigbands zu werden, als Orville Knapp – der begeisterter Flieger war – bei einem Flugzeugabsturz ums Leben kam. Leighton Noble übernahm die Band kurzzeitig; dann wählte Knapps Witwe Gloria George Olsen aus, das Orchester unter Knapps Namen weiterzuführen; jedoch zerfiel die Band bald darauf. 1937 stiegen Noble und Floyd aus, um ihre eigene Band unter Leighton Nobles Namen zu gründen und nahmen die Bandsängerin Edith Caldwell und viele von Olsens Musikern mit. Olsen führte das Knapp-Orchester noch bis 1938 weiter.
Zu den bekanntesten Songs gehörten Why the Stars Come Out at Night, Everything Stops for Tea und die Erkennungsmelodie der Band Accent on Youth.
Der Kritiker Eugene Chadbourne, der auch die düstere Prophetie des Vornamens in Zusammenhang mit seiner Todesursache anspricht – Knapp wurde nach dem berühmten Flugpionier Orville Wright benannt – erwähnt Orville Knapps fehlenden Instinkt für Talente; er habe es versäumt, zwei später bekannte Musiker, die späteren Bandleader Stan Kenton und Spike Jones, in seine Band zu holen.